# Francavilla al Mare
Francavilla al Mare es un municipio de 23.733 habitantes en la provincia de Chieti. 
La ciudad está frente al mar Adriático y está situada al sur de Pescara, con la que se une físicamente.

## Evolución demográfica
| Gráfica de evolución demográfica de Francavilla al Mare entre 1861 y 2001 |
|                                                                           |
| Fuente ISTAT - elaboración gráfica de Wikipedia                           |

- Datos: Q51225
- Multimedia: Francavilla al Mare / Q51225

1. ↑  Worldpostalcodes.org, código postal n.º 66023.
2. ↑  «Codici Catastali». Comuni-italiani.it (en italiano). Consultado el 29 de abril de 2017.